# Simone Beck
Simone "Simca" Beck (Normandia, 7 de julio de 1904-Plascassier, 20 de diciembre de 1991), fue una profesora de cocina francesa y autora de libros sobre cocina francesa junto con Julia Child y Louisette Bertholle. Las tres mujeres jugaron un rol decisivo en la introducción tanto de las técnicas como de las recetas de la cocina francesa, en la cocina estadounidense.

## Infancia y educación
Provenía de familia acomodada que se dedicaba a la producción de licor Bénédictine. Ya desde pequeña mostró gran interés por la cocina preparando postres y comidas. Pasó unos años aprendiendo el arte de la encuadernación y también fue comercial pero su carrera profesional se desarrolló alrededor de la comida. En 1933, al divorciarse de su primer marido, Jacques Jarlaud, se matriculó en Le Cordon Bleu en París. En 1937 se casó con Jean Victor Fischbacher. Firmó todos sus libros con su apellido de soltera pero adoptó el apellido de su marido en su vida personal.

## Carrera profesional
Su carrera profesional como cocinera y profesora comenzó tras la Segunda Guerra Mundial al unirse a Le Cercle des Gourmettes, un club exclusivo de cocina para mujeres. Aquí Louisette Bertholle y su esposo la inspiraron a escribir un libro de cocina para estadounidenses.
Animada por su marido comenzó a colaborar con Bertholle en el desarrollo del libro pero no tuvo éxito. Finalmente en 1952 publicaron un libro corto titulado What's Cooking in France?. Ese mismo año Beck publicó una especie de folleto titulado Le pruneau devant le fourneau: Recettes de cuisine. Fue su única publicación en francés. Tras conocer a Julia Child en 1949, la idea de escribir el libro de recetas para estadounidenses volvió a florecer. Las tres mujeres fundaron su escuela de cocina, L'École des trois gourmandes, destinada a dar clases a mujeres estadounidenses viviendo en París. La escuela continuó hasta finales de los 70. Las tres amigas retomaron el proyecto del libro de recetas y finalmente publicaron El arte de la cocina francesa en 1961. El segundo volumen, El arte de la cocina francesa, Vol. II  lo escribieron Child y Beck sin la colaboración de Louisette Bertholle donde desarrollaron varios temas, en particular la repostería y la charcutería, que las autoras sintieron que no se habían explicado en profundidad en el primer tomo. 
Mientras Julía Child se convirtió en un fenómeno de la televisión estadounidense, Beck continuo impartiendo clases desde su casa. En 1972, publicó un libro de cocina en solitario, Simca's Cuisine (con Patricia Simon) donde incluyó recetas que no se habían utilizado en los otros libros. En 1972 publicó un segundo volumen, New Menus from Simca's Cuisine, con Michael James, quien fue su estudiante, amigo y asistente desde los 70. Su último libro, Food and Friends: Recipes and Memories from Simca's Cuisine, fue una autobiografía y libro de recetas que escribió con Suzy Patterson. Se publicó en 1991, el mismo año que falleció.
Simone Beck fue interpretada por la actriz estadounidense Linda Emond en la película Julie & Julia en 2009.

## Fallecimiento
Simone Beck falleció a los ochenta y siete años el 20 de diciembre de 1991 en su casa en Châteauneuf-de-Grasse, un pequeño pueblo cerca de Niza. Su primo Harold Earle comentó que llevaba meses con problemas de corazón y había dejado de comer. Los médicos dijeron que murió por dejar de comer.

## Publicaciones
- 1952, What's Cooking in France (Ives Washburn, Inc.)
- 1957, Le pruneau devant le (Louis Moulinié)
- 1961, Mastering the Art of French Cooking Volume 1 coautora con Julia Child y Louisette Bertholle
- 1970, Mastering the Art of French Cooking Volume 2 coautora con Julia Child)
- 1972, Simca's Cuisine: 100 Classic French Recipes for Every Occasion coautora con Patricia Simon
- 1979, New Menus from Simca's Cuisine coautora con Michael James
- 1991, Food and Friends: Recipes and Memories from Simca's Cuisine coautora con Suzanne Patterson